# Philoponella signatella
Philoponella signatella es una especie de araña araneomorfa del género Philoponella, familia Uloboridae. Fue descrita científicamente por Roewer en 1951.
Habita desde México hasta Honduras.